# Zerkel
Zerkel (Frans: Sercus) is een gemeente in de Franse Westhoek, in het Franse Noorderdepartement. De gemeente heeft ongeveer 380 inwoners.

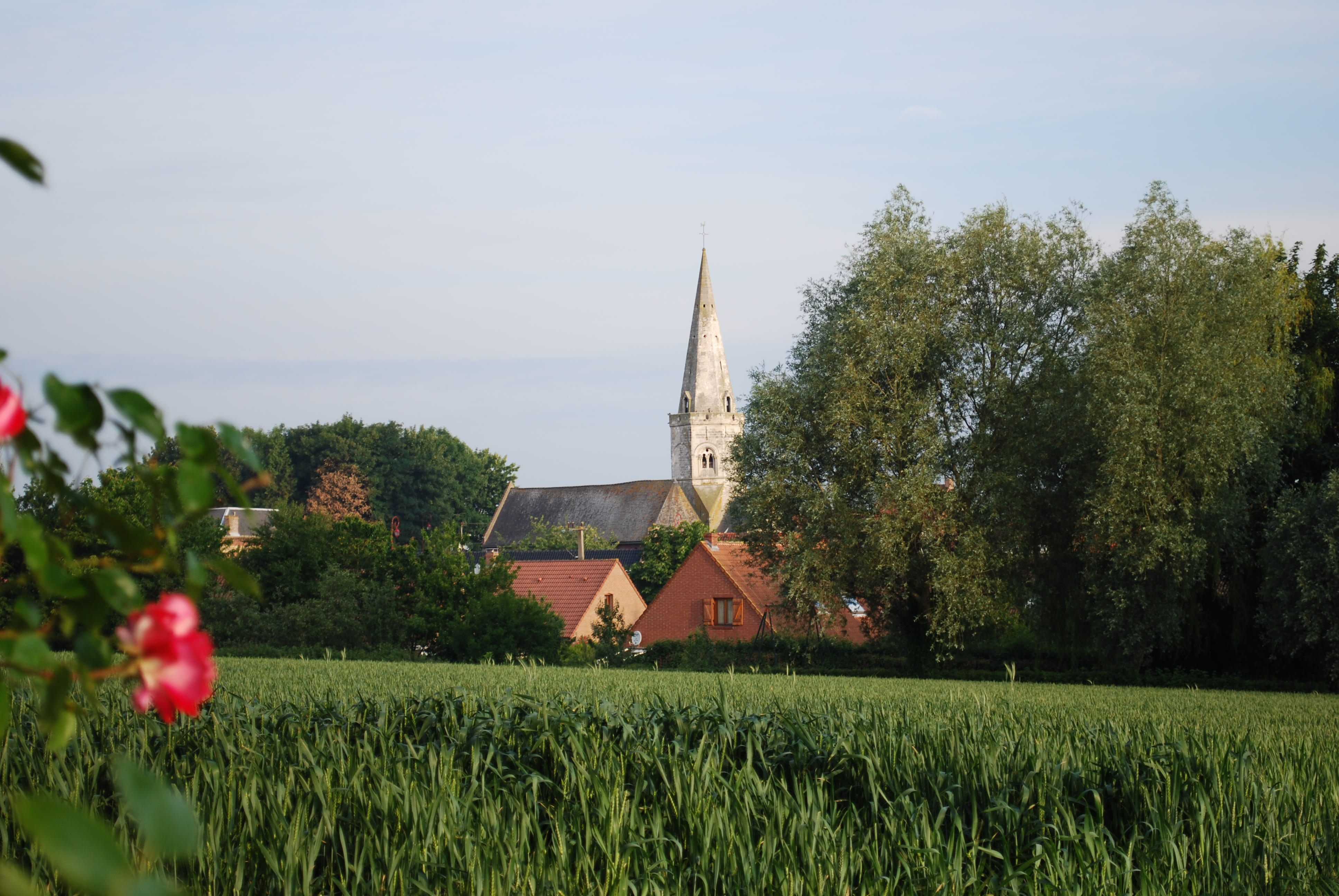
Zicht op Zerkel

## Geschiedenis
Zerkel werd voor het eerst vermeld in 1190 als Zercela. Het komt van het Oudfranse cerceuil dat graf en later begraafplaats betekent (vergelijk: zerk). Het behoorde vanouds tot het graafschap Vlaanderen. In het oosten ligt een heerbaan die van Cassel naar Aire-sur-la-Lys loopt en tegenwoordig de D238 wordt genoemd.

## Bezienswaardigheden

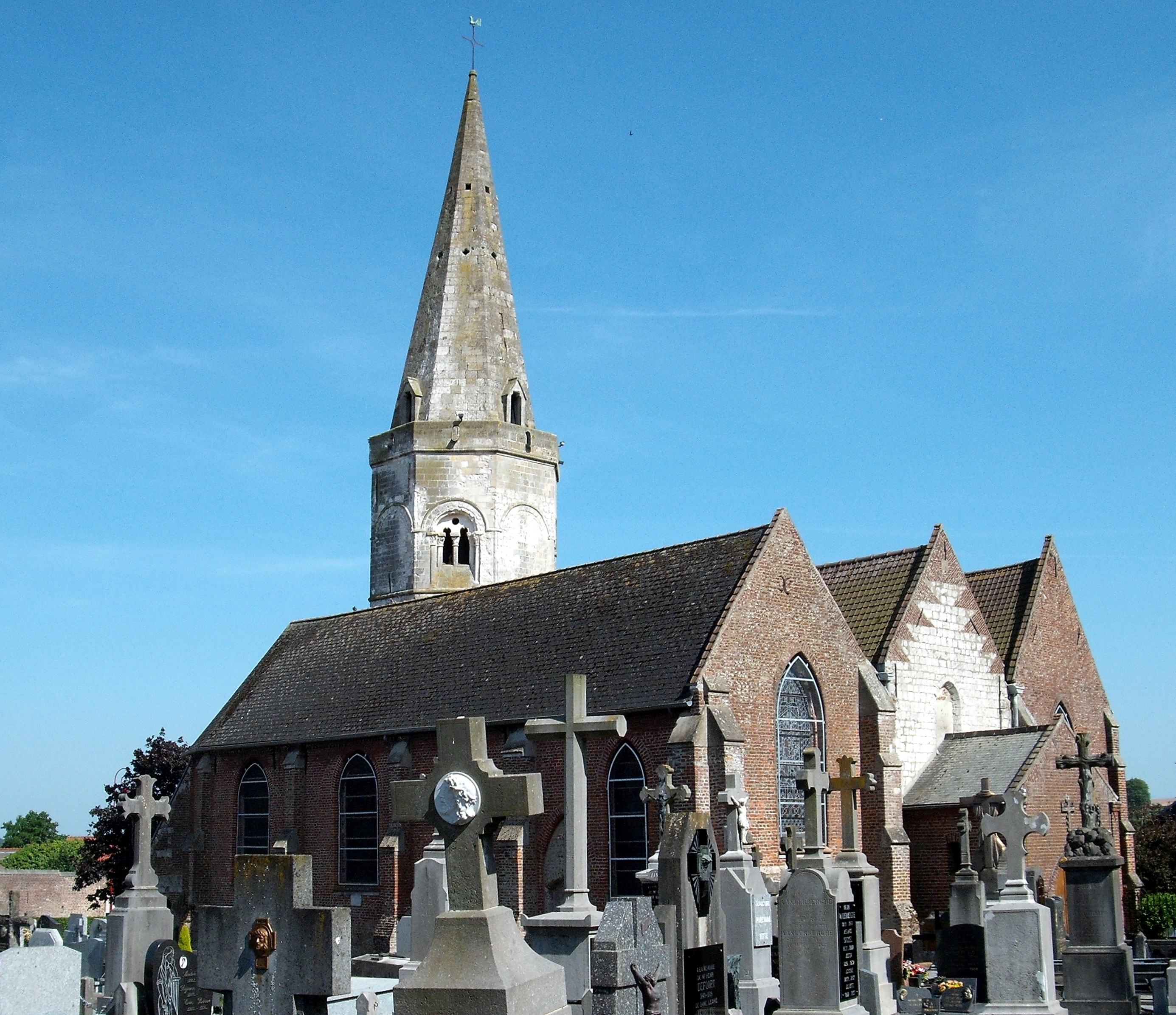
De Sint-Erasmuskerk

- De Sint-Erasmuskerk (Église Saint-Erasme), geklasseerd als monument historique

## Natuur en landschap
Zerkel ligt in het Houtland op een hoogte van 41-70 meter.

## Demografie
Onderstaande figuur toont het verloop van het inwonertal (bron: INSEE-tellingen).

## Zerkel en Guido Gezelle
In juni 1898, iets meer dan een jaar voor hij overleed, was Guido Gezelle enkele dagen te gast bij de pastoor van Zerkel, Emile Descamps (1855-1925). Hij reisde erheen samen met Seraphijn Dequidt (1858-1911), toen principaal van het Brugse Sint-Leocollege. Descamps, bewonderaar van Gezelle en lezer van Biekorf, had de dichter uitgenodigd om naar Zerkel te komen tijdens de noveen en feesten ter ere van de heilige Erasmus, patroonheilige van de dorpskerk.
Aan dit verblijf in Zerkel wijdde Gezelle enkele hartelijke bladzijden die gepubliceerd werden in Biekorf. Hij beschreef er zijn bewondering in voor de witte achtkantige kalkstenen kerktoren. Terug thuis stuurde hij naar Descamps een gedicht aan Zerkel gewijd. Het werd in 1999, op initiatief van de Vlaamse Toeristenbond, op een gedenkplaat aangebracht tegen de westgevel van de kerk, vergezeld van een Franse vertaling door Maxime Deswarte. Het luidde:
O Zerkel, nooit en zag
ik schoonder torre staan
als uwen torre daar,
den witten spitsen hoogen
dien mij van verre en naar
de brave lieden toogen
en zeggen "Gaat daarheen
en spreekt den herder aan,
een vriend zal hij u zijn
van herten en van oogen".

## Nabijgelegen kernen
Lynde, Wallon-Cappel, Blaringem, Hazebroek, Steenbeke